# 蚯蚓召喚術
蚯蚓召喚術（英文：Worm charming、worm grunting、或 worm fiddling）是一種將蚯蚓吸引到土表上的方法。蚯蚓召喚術通常被用來蒐集魚餌。在某些地區蚯蚓召喚術被當作競賽項目，如德州東部。蚯蚓召喚術在某些地區作為一種傳統技藝代代相傳  。蚯蚓召喚術的發源地是英國倫敦。

## 原理
大部分蚯蚓召喚術都是透過震動土壤來將蚯蚓吸引至土表，范德比大學於2008年指出，這是因為蚯蚓召喚術製造的震動類似於蚯蚓的天敵鼴鼠。有些鳥類也會利用蚯蚓召喚術捕食蚯蚓。
蚯蚓召喚術有許多不同的名字、不同的工具、不同的技巧。「摩擦法」（worm grunting）以金屬棒摩擦插入土中的木樁。「拉鋸法」（worm fiddling）則以鈍鋸在木樁上拉鋸製造震動。
不同技巧包括在草皮上灑水、茶，或啤酒，或是放音樂和震動乾草叉。某些專業競賽會禁止參賽者使用這些技巧或電動振動器。

## 動物行為學
很多動物都被觀察到會進行蚯蚓召喚術。不同動物使用的方法不同，但最常見的是踩踏地板製造震動，如「海鷗舞蹈」，木龜（wood turtle）也會踏腳吸引蚯蚓至土表並捕食。

## 土壤環境
蚯蚓偏好潮濕的土壤，蚯蚓召喚術成功與否常常取決於土壤環境，可以透過選擇較潮濕的地方或是灑水來蒐集更多的蚯蚓。

## 職業人士
蚯蚓可以當作魚餌販售給釣魚人士，很多銷售商都是利用蚯蚓召喚術來蒐集蚯蚓，在某些地區，使用蚯蚓召喚術的人必須得到當局許可才可販售蚯蚓。

## 蚯蚓召喚術競賽
大部分的競賽都是以蒐集到的蚯蚓數量來決勝負，比賽場地通常為邊長3碼（約2.7公尺）的方形。
威勒斯頓縣立國民小學位於柴郡威勒斯頓村，其於校慶中舉辦的蚯蚓召喚術競賽歷史悠久，始於1980年，現為年度競賽。該競賽最早是由當時的校長舉辦並訂下規則。

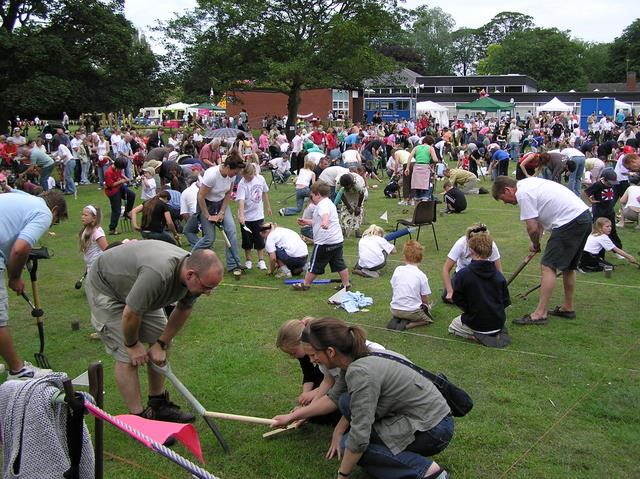
威勒斯頓（Willaston）的蚯蚓召喚術競賽。

蚯蚓召喚術的世界紀錄保持人是當時僅有10歲的蘇菲史密斯（Sophie Smith），來自英國威勒斯頓，於2009年6月29日在英國舉辦的蚯蚓召喚術世界盃中由567條蚯蚓的佳績奪冠。
英國與歐洲蚯蚓召喚術組織訂下的規則包括：小於3公尺乘3公尺的參賽場地、5分鐘的暖身時間、參賽隊伍由三名成員組成，分別為召喚者、蒐集者，和計算者。競賽結束後必須將所有的蚯蚓釋放。

### 德文郡蚯蚓召喚術節
又名世界蚯蚓召喚術節，舉辦於德文郡南部的布萊克沃頓村（Blackawton），舉辦於銀行假日期間。始於1984年，常和真愛爾啤酒節（Real Ale Beer Festival）和其他活動合辦。

### 加拿大蚯蚓召喚術競賽與蚯蚓召喚術節
加拿大蚯蚓召喚術競賽與蚯蚓召喚術節舉辦於謝爾本費德公園，謝爾本費德公園位於安大略省謝爾本鎮，舉辦時間為2012年6月9日。

### 美國蚯蚓召喚術節
佛羅里達索普喬皮市從2000年開始每年舉辦蚯蚓召喚術節。節慶中有舉辦舞會，在舞會中加冕「蚯蚓召喚術國王和皇后」。
2017年出版的小說小丑魚藍調（Clownfish Blues；作者為提姆·多西 Tim Dorsey）其中一個場景便是索普喬皮市，劇情中有出現蚯蚓召喚術。

## 延伸閱讀
- Snake charming

## 外部連結
- Associated Press video demonstrating worm grunting （页面存档备份，存于）
- The World Worm Charming Championship
- Worm grunting mystery solved （页面存档备份，存于）